# Taxameter

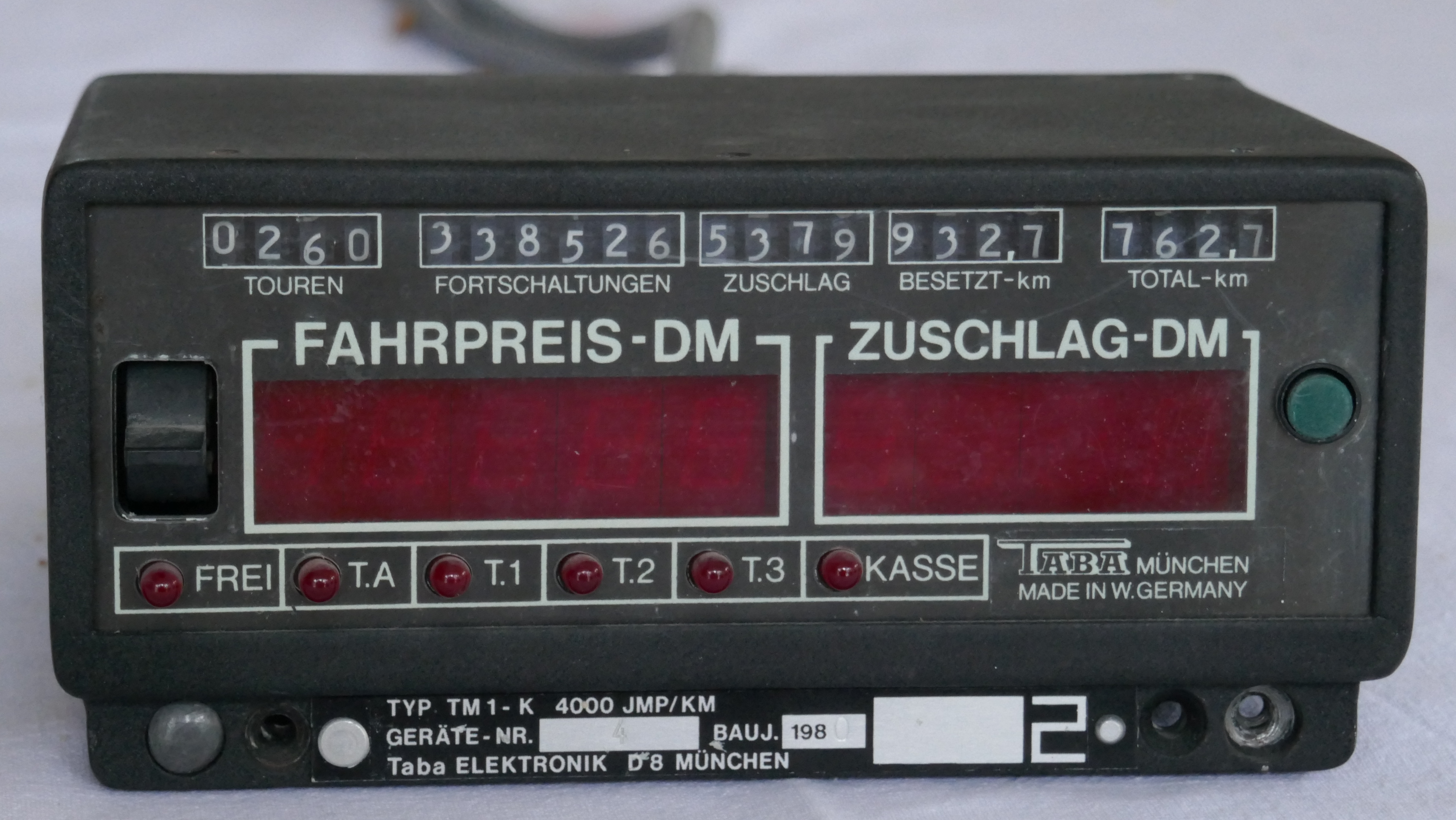
Half-elektronische taxameter uit 1980 met een zevensegmentendisplay

Een taxameter (onjuiste spelling: taximeter) is een mechanisch of elektronisch apparaat met een display dat in taxi's wordt geïnstalleerd om tijdens een rit continu de ritprijs weer te geven aan de passagiers. Daartoe meet een taxameter tijdens een rit de afgelegde afstand, de snelheid en beneden een bepaalde snelheid of bij stilstand de wachttijden en berekent op basis hiervan en van de wettelijk vastgelegde taxitarieven (instaptarief, afstandstarieven en tijdtarief) de ritprijs. Een taxameter registreert en toont ook eventuele toeslagen voor extra diensten (bijvoorbeeld het inladen van grote stukken bagage) en telt deze aan het eind van een rit op bij de ritprijs. Om de afstand te meten, gebruikt de taxameter elektrische pulsen van een sensor, die aan het transmissiesysteem van het voertuig is bevestigd (mechanische taxameters werden vroeger aangedreven via een kabel met een draaiende stalen binnenkabel). Een taxameter moet daarom worden ingesteld op het voertuig waarin hij is geïnstalleerd en ook op de wettelijk vastgelegde tarieven. Een taxameter moet een modeltoelating hebben, geijkt zijn en jaarlijks worden gekeurd.

## Geschiedenis
De moderne taxameter werd uitgevonden door de Duitser Friedrich Wilhelm Gustav Bruhn in 1891. Bruhn’s landgenoot Gottlieb Daimler bouwde in 1897 als eerste een taxi die was uitgerust met een taxameter, de Daimler Victoria.
Taxameters waren oorspronkelijk mechanisch en werden buiten de cabine gemonteerd, boven het voorwiel aan de kant van de bestuurder. De meters werden al snel verplaatst naar de binnenkant van de taxi en in de jaren 1980 werden elektronische taxameters geïntroduceerd, waardoor het tikkende geluid van het telwerk wegviel.

## Werking en gebruik
Moderne elektronische taxameters worden gestuurd door een geprogrammeerde microcontroller. Een taxameter heeft drie functiestanden waarin de taxameter kan worden gebracht met behulp van de bedieningsknoppen. Dit is alleen mogelijk in een vaste volgorde die zich per rit telkens weer herhaalt:
- Vrij,  de taxi is leeg en te huur. De ritprijsberekening is uitgeschakeld.
- Tarief, de taxi is bezet en als ritprijs wordt aanvankelijk het instapbedrag weergegeven. Het toepasselijke afstandstarief, bestaande uit één of meer (meestal maximaal vier) genummerde tariefstanden (bijvoorbeeld voor een nachttarief of een tarief voor ritten buiten de bebouwde kom), moet nu worden ingesteld. Ook kunnen in deze functiestand toeslagen worden berekend. Tijdens de rit wordt de ritprijs met sprongen verhoogd en soms wordt op het display ook weergegeven of het afstandstarief of het tijdtarief (de wachttijd) wordt berekend.
- Kas (betalen), de passagier betaalt de rekening. Het totaal van de ritprijs en de toeslag kan worden berekend en weergegeven. Wachttijd wordt niet langer in rekening gebracht. De taxameter kan vanaf hier alleen maar terug op 'vrij' worden gezet.

## IJking

### Constante k
De constante k is het aantal impulsen per kilometer dat een taxameter moet ontvangen om afstand en snelheid correct te kunnen meten. Taxameters hadden vroeger een vaste constante (bijvoorbeeld k = 4000 Imp/km). De sensor op het transmissiesysteem moest, door het vervangen van tandwieltjes, op deze constante worden ingesteld.
Moderne taxameter hebben meestal een flexibele constante (bijvoorbeeld k = 2000-12800 Imp/km) die in functiestand 'vrij' kan worden opgevraagd en, wanneer de verzegeling is verbroken, kan worden ingesteld. De taxameter wordt in dit geval aangepast aan de sensor en niet andersom. De constante k kan ook worden gemeten door de taxameter zelf, door het voertuig een nauwkeurig gemeten afstand te laten afleggen van 1 km gedurende welke de taxameter het aantal pulsen telt. In de praktijk kan deze afstand ook bijvoorbeeld 100 m zijn, waarna het gemeten getal met tien wordt vermenigvuldigd door het één cijfer naar links op te schuiven en rechts een nul toe te voegen.

### Tarieven
Een taxameter moet ook op de wettelijk vastgelegde (maximum) tarieven worden ingesteld, wat eveneens alleen maar mogelijk is als de verzegeling is verbroken. De belangrijkste waardes zijn:
- Aantal decimalen (aantal cijfers achter de komma van de landelijke munteenheid)
- Instapbedrag (in de landelijke munteenheid)
- Verhogingsbedrag of geldsprong (in de landelijke munteenheid)
- Vrije verhogingen (aantal geldsprongen die wel geteld maar niet berekend worden)
- Toeslagbedrag (in de landelijke munteenheid)
- Aantal afstandstarieven (1 - maximaal 4)
- Afstand 1 die moet worden afgelegd voor een geldsprong in tariefstand 1 (in meter)
- Afstand 2 die moet worden afgelegd voor een geldsprong in tariefstand 2 (in meter)
- Afstand 3 die moet worden afgelegd voor een geldsprong in tariefstand 3 (in meter)
- Afstand 4 die moet worden afgelegd voor een geldsprong in tariefstand 4 (in meter)
- Tijd die moet zijn verstreken voor een geldsprong bij ingeschakeld tijdtarief (in seconden)
- Berekeningswijze (dubbel-/enkeltariefsysteem, d.w.z. gelijktijdige of niet-gelijktijdige toepassing van tijd- en afstandstarief)

## Berekening van de ritprijs

### Omschakelsnelheid
In de meeste landen mag een taxameter ofwel de afgelegde afstand ofwel de verstreken tijd in rekening brengen, maar niet beide tegelijk. Als de taxi snel rijdt, berekent de taxameter de afstand en als de taxi stilstaat de tijd. Als de taxi echter langzaam rijdt, is er een snelheid waarbij het niet uitmaakt of de afstand wordt berekend of de tijd, de prijs is hetzelfde. Deze snelheid wordt omschakelsnelheid genoemd. Boven deze snelheid berekent de taxameter de afstand, onder deze snelheid de tijd. Bij veel taxameters wordt dit zichtbaar gemaakt in het display (bijvoorbeeld door een galopperend of stilstaand paardje). 
De omschakelsnelheid wordt door de taxameter automatisch berekend door deling van de afstand door de tijd:
{\displaystyle v_{om}={\frac {\text{afstand (m)}}{\text{tijd (s)}}}}
Is voor een geldsprong de afstand bijvoorbeeld 180 meter en de tijdsduur 60 seconden dan is de omschakelsnelheid 180/60 = 3 m/s of 10,8 km/h
Elk afstandstarief heeft zijn eigen omschakelsnelheid.
Vroeger was dat in Nederland ook zo, maar sinds 2012 worden afstand en tijd altijd tegelijkertijd berekend. Bij een rit van 8 km die 10 minuten duurt worden dus, onafhankelijk van de snelheid, zowel de 8 km als de 10 minuten in rekening gebracht. Men spreekt hier van een dubbeltariefsysteem.

### Ritprijs-verhoging (geldsprong)
De ritprijs wordt niet continu verhoogd tijdens een rit, maar in sprongen die afhankelijk zijn van het ingestelde verhoogingsbedrag (de geldsprong). Bij mechanische taxameters veroorzaakte dit vroeger de bekende tik van het telwerk. Bij het berekenen van een dergelijke sprong (tik) moet rekening worden gehouden
met het feit dat de taxameter tijdens een rit per bedienknop naar andere tariefposities kan worden overgeschakeld of dat de taxameter automatisch overschakelt naar tijdtarief (wachttijd). De voorwaarde voor het verhogen van de ritprijs (de geldsprong) is wiskundig gezien als volgt:
{\displaystyle {\frac {\Delta d_{1}}{d_{1}}}+{\frac {\Delta d_{2}}{d_{2}}}+{\frac {\Delta d_{3}}{d_{3}}}+{\frac {\Delta d_{4}}{d_{4}}}+{\frac {\Delta t}{t}}\geq 1}
Hierin isː
{\displaystyle \Delta d_{n}} de afgelegde afstand bij tariefstand n (in meter)
{\displaystyle d_{n}} de afstand die moet worden afgelegd voor een geldsprong in tariefstand n (in meter)
{\displaystyle \Delta t} de versteken tijd bij ingeschakeld tijdtarief (in seconden)
{\displaystyle t} de tijd die moet zijn verstreken voor een geldsprong bij ingeschakeld tijdtarief (in seconden)
Als bijvoorbeeld voor een geldsprong de afstanden van de met 1-4 genummerde tarieven 180, 200, 250 en 300 meter zijn en de tijd van het tijdtarief 60 seconden bedraagt, wordt de ritprijs verhoogd als de taxi 90 meter heeft afgelegd bij tariefstand 1 en 30 seconden zijn verstreken bij ingeschakeld tijdtarief (90/180 + 0/200 + 0/250 + 0/300 + 30/60 ≥ 1).

## Totaaltellers
Een taxameter is ook uitgerust met totaaltellers, waarvan de waardes permanent worden opgeslagen en niet kunnen worden teruggezet. De tellers kunnen worden uit- of afgelezen in functiestand 'vrij'. De belangrijkste waardes zijn:
- het totale aantal ritten
- het totale aantal geldsprongen
- het totale aantal toeslagen
- de totale door de taxi afgelegde afstand (in honderden meters)
- de totale in functiestand 'tarief' afgelegde afstand (in honderden meters)

## Accessoires en interfaces
Aan een taxameter kunnen accessoires worden aangesloten, die via een interface informatie van een taxameter 
nodig hebben of informatie aan een taxameter doorgeven, maar die ook integraal bestanddeel kunnen zijn van een taxameter. Deze omvatten onder andere:
- CAN-businterface voor het verkrijgen van een voertuigsnelheidspulssignaal (VSS)
- Boordcomputer (bijvoorbeeld de boordcomputer taxi[7] die in Nederland sinds 2014 wettelijk verplicht is)
- Bonprinter (in sommige landen eveneens wettelijk verplicht)
- Betaalterminal voor creditcard, prepaid creditcard of mobiel betalen
- Daklicht, met of zonder display voor de tariefstand en sense (detectie of lamp stuk is)
- Binnenverlichting
- Stoelsensoren die de aanwezigheid van passagiers detecteren (om te voorkomen dat een taxi passagiers vervoert zonder dat de taxameter is ingeschakeld)

## Afbeeldingen

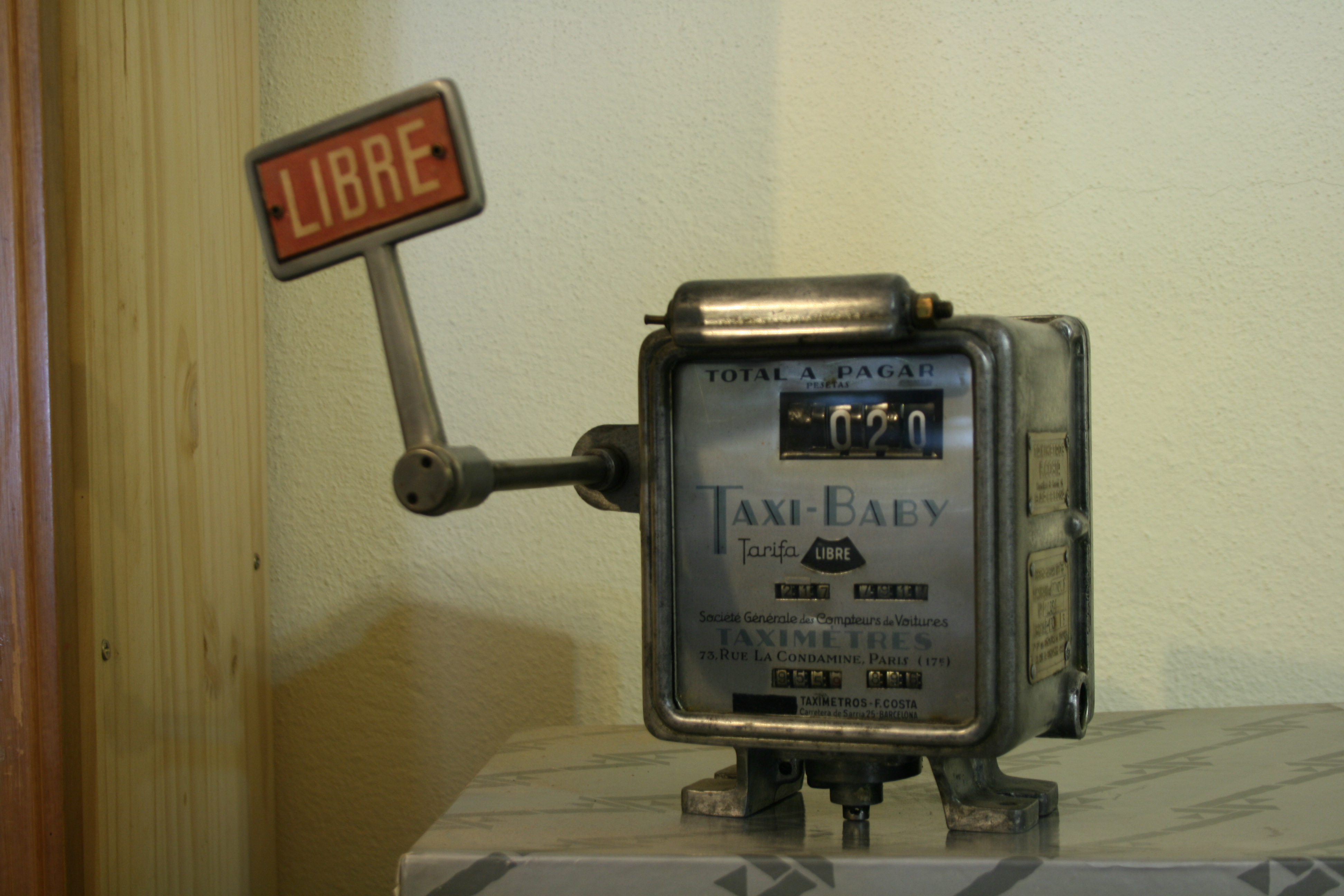
Oude mechanische taxameter
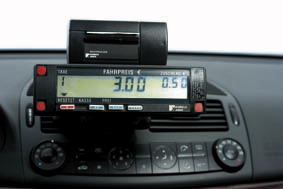
Elektronische taxameter met externe bonprinter
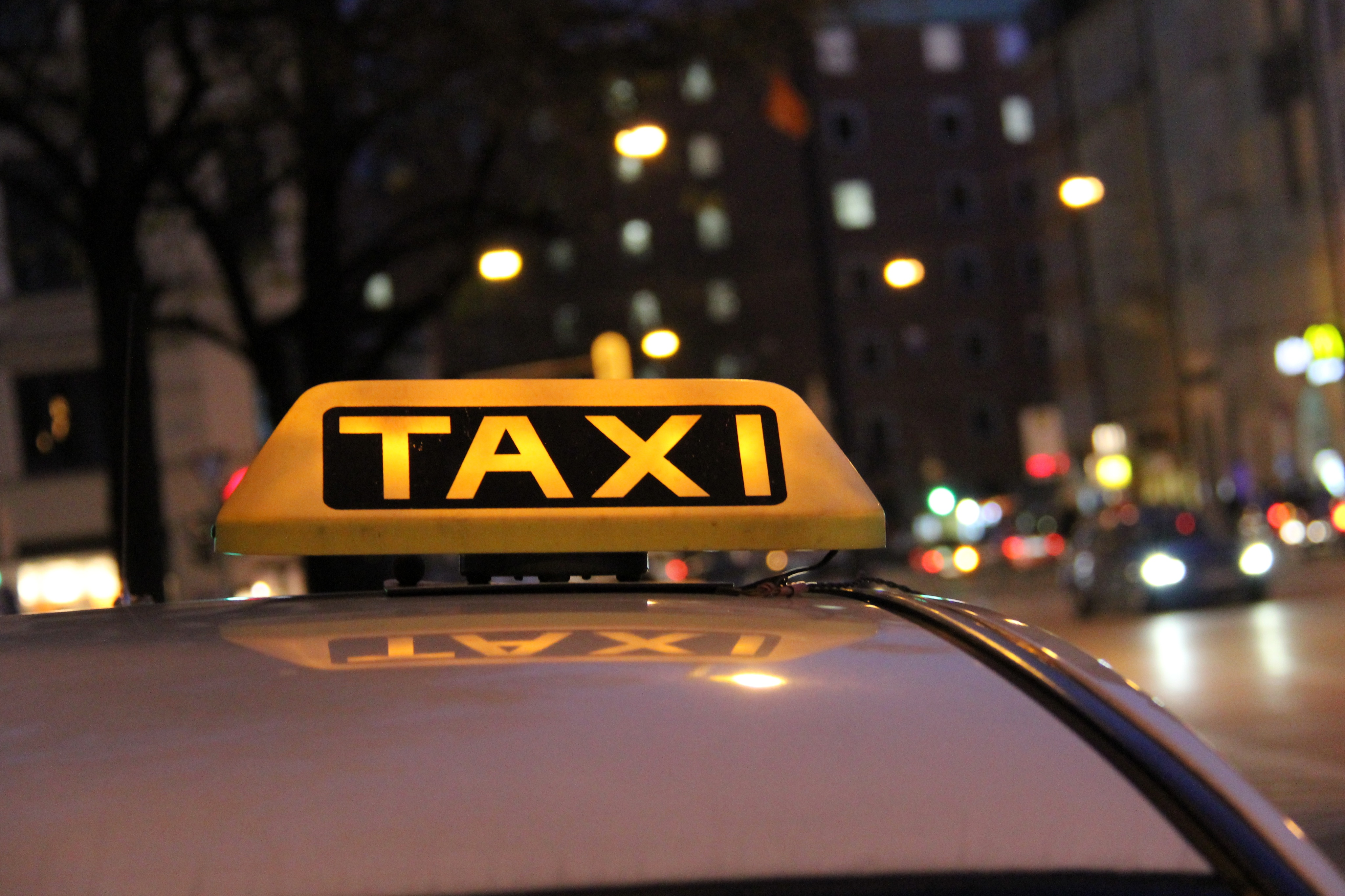
Daklicht